# Park Narodowy Macarao
Park Narodowy Macarao (hiszp. Parque nacional Macarao) – park narodowy w północnej części Wenezueli położony w stanie Miranda i dystrykcie stołecznym (Distrito Capital). Został utworzony 5 grudnia 1973 roku i zajmuje obszar 150 km². W 2005 roku został zakwalifikowany przez BirdLife International jako ostoja ptaków IBA. Znajduje się na południowy zachód od stolicy kraju, Caracas. Na północny wschód od niego znajduje się Park Narodowy Waraira Repano.

## Opis
Park obejmuje środkową część pasma górskiego Kordyliera Nadbrzeżna (Serranía del Litoral) w dorzeczach rzek Macarao, San Pedro i Jarillo, na wysokościach od 1000 m do 2098 m n.p.m. Najwyższym szczytem jest Cerro Ño León. Niżej położoną część parku pokrywa tropikalny wilgotny las górski. Wyżej rośnie las mglisty. W południowo-wschodniej części parku występują sawanny.
Średnia roczna temperatura w parku wynosi w zależności od wysokości od +16 °C do +26 °C, a średnie roczne opady od 1000 mm do 1400 mm.

## Flora
W lasach rosną narażone na wyginięcie (VU) cedrzyk wonny i Tabebuia chrysantha, a także m.in.: Albicja saman, Triplaris caracasana, Erythrina poeppigiana, Cordia alliodora, Heliocarpus americanus, Clusia minor i Equisetum giganteum. Powszechne są palmy takie jak Wettinia praemorsa i Ceroxylon interruptum, a także epifity z rodzajów oplątwa i Epidendrum.
Na sawannach dominuje Melinis minutiflora.

## Fauna
Park jest domem dla 263 gatunków ptaków, z których 12 to gatunki endemiczne dla Wenezueli. Są to m.in.: krytonosek wenezuelski, owocojad wenezuelski, mrówkodrozd brunatny, pieprzojad zmienny, tyrańczyk wenezuelski, przepiór wenezuelski i fiołkowik. Żyje tu też narażony na wyginięcie (VU) czubacz hełmiasty.  
W parku występuje 88 gatunków ssaków. Są to zagrożony wyginięciem (EN) królak brazylijski, narażony na wyginięcie (VU) pekari białobrody, a także m.in.: mazama ruda, majkong krabożerny, wyjec rudy, leniwiec pstry, jaguar amerykański, jaguarundi amerykański, puma płowa, ocelot wielki, pakożer leśny, aguti złocisty i pancernik dziewięciopaskowy.
Odnotowano tu 44 gatunki gadów i 27 gatunków płazów. Są to krytycznie zagrożony wyginięciem (CR) Atelopus cruciger, a także m.in.: kribo, żararaka wenezuelska, grzechotnik straszliwy i aga.
W rzekach występuje 16 gatunków ryb. Są to m.in.: pawie oczko, Creagrutus melasma, Chaetostoma guairense i Rhamdia humilis.